# Гвідо Вентуроні
Гвідо Вентуроні (італ. Guido Venturoni, нар. 10 квітня 1934, Терамо) - італійський адмірал. Начальник генерального штабу ВМС Італії протягом 1992-1993 років, генерального штабу збройних сил Італії протягом 1994-1999 років.
Голова Військового комітету НАТО протягом 1999-2002 років.

## Біографія
Гвідо Вентуроні народився 10 квітня 1934 року в Терамо. У 1952 році вступив до Військово-морської академії в Ліворно, яку закінчив у 1956 році у званні гардемарина. У 1958-1959 роках пройшов навчання у США, де отримав диплом пілота авіаносця. У 1966 році отримав диплом пілота вертольота, після чого командував 2-ю групою вертольотів морської авіації в Катанії.
У 1967 році отримав звання капітана III рангу і був призначений ад'ютантом командувача оперативних сил флоту адмірала Джино Бірінделлі. 
Протягом своєї кар'єри Гвідо Вентуроні командував корветами «Danaide (F 553)», «Urania (F 552)», «Albatros (F 543)», фрегатом «Virginio Fasan (F 591)», крейсером-вертольотоносцем «Кайо Дуіліо».
31 грудня 1982 року отримав звання контрадмірала, 11 січня 1990 року - ескадреного адмірала.
З 28 грудня 1989 року по 14 січня 1991 року був заступником начальника генерального штабу ВМС Італії та командувачем оперативних сил флоту.
З лютого 1992 року по грудень 1993 року був начальником генерального штабу ВМС Італії. З січня 1994 року по лютий 1999 року - начальник генерального штабу збройних сил Італії. Протягом 1999-2002 років - Голова Військового комітету НАТО.
З липня 2005 року Гвідо Вентуроні був членом ради директорів холдингу Finmeccanica. Після арешту президента холдингу Джуліо Орсі був тимчасовим виконувачем обов'язків президента. Залишив корпорацію 15 травня 2014 року.

## Нагороди

### Італійські
- Кавалер Великого хреста Ордена «За заслуги перед Італійською Республікою»
- Великий офіцер військового ордена Італії
- Маврикіанська медаль заслуг за 10 п'ятиліть бездоганної військової кар'єри
- Золота медаль «За заслуги перед Червоним хрестом»
- Золотий хрест за вислугу років (40 років)
- Почесна медаль за довголітнє судноводіння (20 років)
- Медаль військової авіації за довголітнє літаководіння (20 років)

### Іноземні
- Командор Легіону Заслуг (США)
- Кавалер Великого хреста Ордена Білого лева
- Кавалер Ордена Заслуг pro Merito Melitensi (Мальтійський орден)